# Daniele Verde
Daniele Verde (Napels, 20 juni 1996) is een Italiaans voetballer die bij voorkeur als vleugelspeler speelt. Hij verruilde AS Roma in 2019 voor AEK Athene.

## Clubcarrière
Verde werd geboren in Napels. Hij is afkomstig uit de jeugdacademie van AS Roma. Op 17 januari 2015 debuteerde de vleugelspeler in de Serie A in het uitduel tegen US Palermo. Hij mocht na 75 minuten invallen voor Juan Manuel Iturbe. AS Roma bleef in Palermo op een gelijkspel steken, nadat Mattia Destro het openingsdoelpunt van toenmalig Palermo-speler Paulo Dybala ongedaan maakte. Verde speelde dat seizoen zeven competitiewedstrijden voor AS Roma en debuteerde daarvoor ook in de Coppa Italia en de UEFA Europa League. De club verhuurde hem gedurende het seizoen 2015/16 aan het dan net naar de Serie A gepromoveerde Frosinone.

## Carrièrestatistieken
| Seizoen                        | Club        | Land   | Competitie | Wed. | Goals |
| ------------------------------ | ----------- | ------ | ---------- | ---- | ----- |
| 2014/15                        | AS Roma     | Italië | Serie A    | 7    | 0     |
| 2015/16                        | → Frosinone | Italië | Serie A    | 6    | 0     |
| Totaal                         | Totaal      | Totaal | Totaal     | 13   | 0     |
| Bijgewerkt tot 13 januari 2016 |             |        |            |      |       |